# Шакинко, Игорь Михайлович
Игорь Михайлович Шакинко (6 сентября 1930, Тобольск — 25 июля 1993, Екатеринбург) — российский историк, писатель, журналист, очеркист, уральский краевед. Редактор Средне-Уральского книжного издательства. Член Союза журналистов СССР. Лауреат ряда литературных премий.
Автор многочисленных исследований и публикаций по истории уральской камнерезной промышленности, биограф Василия Татищева, Демидовых. Печатался в журналах «Урал», «Уральский следопыт».

## Биография
Родился 6 сентября 1930 года в Тобольске, в семье учителей.
Вскоре семья переехала в село Северное Новосибирской области. Здесь Игорь окончил школу. В этот период его мама за выдающиеся педагогические заслуги была награждена орденом Ленина. Его родители, учителя-подвижники жили затем на станции Болотное, находящейся на железнодорожной ветке между Новосибирском и Томском. Отсюда поехал поступать в Томский государственный университет.
В 1953 году окончил исторический факультет Томского университета, потом — курсы подготовки преподавателей общественных наук в Свердловске, в Уральском государственном университете. Ещё студентом в 1952 году был принят в члены КПСС. По окончании курсов стал ассистентом кафедры истории партии Томского педагогического института, был избран секретарём комсомольской организации вуза. Серьёзно готовился к карьере учёного-историка, сдал кандидатские экзамены.
В 1955 году женился, его молодая жена Людмила Александровна ждала ребёнка. Однако все творческие планы были неожиданно разрушены. После одной из бесед молодых преподавателей вуза, в которых участвовал Шакинко, присоединившийся к нелицеприятным высказываниям в адрес тогдашнего руководства страны, в местный КГБ поступил донос. Шакинко стали вызывать на допросы. Осенью 1956-го исключен из партии «за антипартийное поведение». Накануне Нового 1957 года, 31 декабря Шакинко вызвали в КГБ на очередной допрос, но в итоге отпустили (на таком решении органов сказались недавнее разоблачение культа личности И. В. Сталина на XX съезде партии, наступавшая «хрущёвская оттепель»). Через 25 дней Шакинко уволили с работы как преподавателя, наносящего вред воспитанию юного поколения. С грудным ребёнком на руках (сыну было всего пять месяцев) семья была вынуждена покинуть Томск и уехать к родителям жены в Свердловск.
Однако и в Свердловске его на работу по профилю не принимали. В конце апреля приняли учеником токаря механического цеха механической мастерской Уралгеологоуправления. Это совершенно не соответствовало его профессиональным качествам, и в итоге Игорю удалось устроиться научным сотрудником в Свердловский областной краеведческий музей с мизерной зарплатой в 50 рублей. Одновременно в Обществе по распространению научных и политических знаний стал читать лекции.
Не оставляя мечты о карьере учёного-историка, Шакинко занялся исследованием уральской революционной истории, в частности: участием интернациональных отрядов в Гражданской войне на Урале, биографией легендарного «железного» комдива В. М. Азина, деятельностью уральских Советов рабочих и солдатских депутатов, даже опубликовал позднее статью на эту тему. Однако вся перспектива официального научного роста была пресечена фактом исключения из партии.
В 1964 году Средне-Уральское книжное издательство задумало ежегодно издавать справочники-путеводители по Свердловску. Благодаря своим публикациям в различных изданиях Шакинко тогда уже был принят в члены Союза журналистов СССР. Вместе с известным университетским историком М. А. Горловским и своим приятелем историком Ю. А. Бурановым он выступил автором первой книжки «Свердловск. Путеводитель-справочник» (1965).
9 февраля 1965 года ушёл с прежней работы старшего инструктора Свердловской туристской экскурсионной базы и 23 февраля был принят редактором Средне-Уральского книжного издательства. В следующем году в составе группы соавторов Шакинко выпустил в свет такую же книжку, которая хорошо расходилась. Участвовал в «Учёных записках Пермского госуниверситета» (1966. № 158), во 2-й научной сессии вузов Уральской зоны с докладом «Борьба уральских рабочих с саботажем горнопромышленников в 1917 году», в «Учёных записках» УрГУ со статьёй «К биографии П. М. Быкова» (1967. № 42. Сер. историч. Вып. 2). За год до этого вышла в свет книга «По приказу революции». Главы из неё перепечатала газета «Красная звезда», появились положительные отзывы в этой газете, а затем в «Уральском рабочем» (1967. 10 янв.).
В 1978 году Шакинко ушёл из издательства, после чего оформился младшим научным сотрудником НИСа Свердловского архитектурного института. Проработав два с половиной года в этой должности, сменил затем много профессий: электромонтёр, инженер геологоразведочной партии, временный литсотрудник журнала «Урал», проходчик канав в той же партии, промывальщик проб и т. д. В итоге в 1989 году он вернулся в проблемную лабораторию Уральского архитектурно-художественного института.
Шакинко много работал. Только в 1980-е годы он напечатал не менее 13 очерков и статей и 5 книг. Рукопись его книги «Демидовы» составила примерно 16 печатных листов и много лет лежала без движения в ожидании публикации. Она была издана лишь спустя много лет после его смерти.
Трагически погиб 25 июля 1993 года. Похоронен в Екатеринбурге на Сибирском кладбище.

## Сочинения

### Книги
- Попов П. П., Буранов Ю. А., Шакинко И. М. По приказу революции: (17-й Уральский полк) / П. П. Попов, Ю. А. Буранов, И. М. Шакинко. — Свердловск: Средне-Уральское книжное изд-во, 1966. — 182 с. — (Люди, события, годы). — 15 000 экз.
- Попов П. П., Буранов Ю. А., Шакинко И. М. По приказу революции: (17-й Уральский полк) / П. П. Попов, Ю. А. Буранов, И. М. Шакинко. — Изд. 2-е. — Свердловск: Средне-Уральское книжное изд-во, 1970. — 168 с.
- Свердловск: Путеводитель-справочник / Сост. Ю. А. Буранов, И. М. Шакинко. — Изд. 3-е, испр. и доп. — Свердловск: Средне-Уральское книжное изд-во, 1975. — 304 с.
- Шакинко И. М., Семёнов В. Б. Завод «Русские самоцветы» (1725—1976). — Свердловск: Средне-Уральское книжное изд-во, 1976. — 384 с. — 30 000 экз.
- Шакинко И. М. Загадка уральского изумруда: исторические очерки / Игорь Шакинко. — Свердловск: Средне-Уральское книжное изд-во, 1980. — 304, [16] с. (в пер.) — Библиогр. в примеч.: с. 296—302.
- Семёнов В. Б., Шакинко И. М. Уральские самоцветы: Из истории камнерезного и гранильного дела на Урале / В. Б. Семенов, И. М. Шакинко. — Свердловск: Средне-Уральское книжное изд-во, 1982. — 288 с. (в пер.)
- Аринштейн М. Б., Мельников Е. П., Шакинко И. М. Цветные камни Урала. — Свердловск: Средне-Уральское книжное изд-во, 1986. — 224 с.
- Шакинко И. М. Василий Татищев. — Свердловск: Средне-Уральское книжное изд-во, 1986. — 240 с.
- Шакинко И. М. В. Н. Татищев. — М.: Мысль, 1987. — 128 с. — (Замечательные географы и путешественники). — 60 000 экз.
- Шакинко И. М. Невьянская башня: Предания, история, гипотезы, размышления. — Свердловск: Средне-Уральское книжное изд-во, 1989. — 304, [16] с. — ISBN 5-7529-0177-4. (в пер.)
- Шакинко И. М. Демидовы: историческое повествование с портретами. — Екатеринбург: Пакрус, 2000. — 272 с. — (В середине России). — ISBN 5-901214-12-9.

### Статьи
- Загадка уральского изумруда // Уральский следопыт. — 1975.
- Истоки камнерезного дела // Уральский следопыт. — 1976.
- Ещё раз о судьбе камнерезного искусства Урала // Урал. — 1981. — № 6.
- Пермикиана // Уральский следопыт. — 1984. — № 11.